# Nova Kasaba
Nova Kasaba (en serbe cyrillique : Нова Касаба) est un village de Bosnie-Herzégovine. Il est situé dans la municipalité de Milići et dans la république serbe de Bosnie. Selon les premiers résultats du recensement bosnien de 2013, il compte 638 habitants.

## Démographie

### Évolution historique de la population dans la localité
| 1948 | 1953 | 1961 | 1971 | 1981 | 1991  | 2013 |
| ---- | ---- | ---- | ---- | ---- | ----- | ---- |
| -    | -    | -    | 652  | 875  | 1 042 | 638  |

|  |

### Communauté locale
En 1991, la communauté locale de Nova Kasaba comptait 2 884 habitants, répartis de la manière suivante :